# کنن
کَنِن (انگلیسی: Cannon) که در ایران با عنوان «کانون» شناخته می‌شد، نام یک مجموعه تلویزیونی جنایی آمریکایی است که از سال ۱۹۷۱ تا ۱۹۷۶ میلادی، از شبکهٔ سی‌بی‌اس پخش شد.
در این مجموعه، قهرمان داستان «کنن» (با بازی ویلیام کنراد) به‌عنوان یک کهنه‌سرباز جنگ کره و عضو پیشین اداره پلیس لس آنجلس به تصویر کشیده شده است. او نه‌تنها از هوش خیابانی بالایی برخوردار بود، بلکه سطح تحصیلات او در زمینه‌هایی خارج از اجرای قانون نیز به‌طور غیرعادی بالا به نظر می‌رسید. علاوه بر آشنایی با چندین زبان، کنن دانش گسترده‌ای در موضوعات متنوعی مانند علم، هنر و تاریخ از خود نشان می‌داد. او مردی بی‌همسر بود؛ چراکه همسر و پسرش را در جریان یک حمله بمب‌گذاری زمانی که هنوز در نیروی پلیس مشغول به کار بود از دست داده بود—موضوعی که در قسمت آزمایشی دو ساعته سریال فاش می‌شود.
ویلیام کنراد بازیگری چاق بود و در این مجموعه—به‌ویژه در قسمت‌های ابتدایی آن—اغلب به وزن «کنن» اشاره می‌شد. شخصیت‌های دیگر معمولاً با لحنی انتقادی درباره وزن او اظهار نظر می‌کردند و خود او نیز با شوخی‌های طعنه‌آمیز نسبت به خودش، درباره جثه بزرگ و علاقه زیادش به غذا طنز می‌گفت. در واقع، «کنن» یک آشپز حرفه‌ای و علاقه‌مند بود که از پخت‌وپز برای دوستانش لذت می‌برد. با وجود هیکل درشتش، مردی اهل عمل بود. هرچند ترجیح می‌داد با زیرکی و هوش خود از موقعیت‌های دشوار بگریزد، اما در صورت نیاز می‌توانست با افراد شرور وارد زد و خورد یا تیراندازی شده و موفق بیرون آید.
داستان قسمت‌های مختلف این مجموعه—همانند سایر سریال‌های کارآگاهی—بر محوریت حل پرونده‌های جنایی توسط «کنن» برای طیفی از مشتریان گوناگون می‌چرخید. در شماری از قسمت‌های ابتدایی، شرکت‌های بیمه او را برای تحقیق درباره خسارات وارده استخدام می‌کردند. در قسمت‌های دیگر، او برای همکاران قدیمی خود در پلیس یا افرادی از گذشته‌اش کار می‌کرد. در برخی موارد نیز برای تبرئه خود از اتهامات جعلی، ناچار به اقدام می‌شد. بسیاری از داستان‌ها شامل سفرهای کنن و رویارویی او با نیروهای مجری قانون نالایق یا فاسد در مناطق مختلف بود.
در طول پخش این سریال، «کنن» همیشه سوار بر خودروهای لینکلن کانتیننتال بود. در فیلم پایلوت (قسمت آزمایشی)، او یک مدل چهار در سدان «لینکلن کانتیننتال 53A» مربوط به سال ۱۹۷۰ را می‌راند که در نهایت تصادف کرد. در ادامه سریال، او به خودروهای دو در لوکس روی آورد و هر فصل با مدل جدیدی رانندگی می‌کرد—در فصل اول، مدل «مارک III» سال ۱۹۷۱ را داشت، و در فصل‌های بعدی به مدل‌های لینکلن کانتیننتال مارک چهار روی آورد. در فیلم تلویزیونی سال ۱۹۸۰ نیز، او با یک کادیلاک کوپه دوویل مدل ۱۹۷۸ دیده می‌شود.
این مجموعه تلویزیونی، در سال ۱۳۵۳ خورشیدی، با دوبلهٔ فارسی از تلویزیون ملی ایران پخش شد.